# 中井紀夫
中井 紀夫（なかい のりお、1952年11月20日 -）は日本の作家、SF作家。日本SF作家クラブ会員。

## 経歴
武蔵大学人文学部卒業。ピアノ演奏者として活動。また、1982年に創刊された雑誌『SFの本』にライターとしてSF評論を発表する。
1985年、『SFマガジン』主催の第11回ハヤカワ・SFコンテストにおいて、「竜の降りる夜」が参考作となり、作家デビュー。『山の上の交響楽』で1988年度星雲賞日本短編部門を受賞。ホルヘ・ルイス・ボルヘス、イタロ・カルヴィーノや、南米マジック・リアリズムの影響を受けた奇妙な味の作風で知られる。テレビドラマ「世にも奇妙な物語」の代表的な原作者、ノベライズ担当者でもあった。
80年代後半から90年代初期にかけては短・長編を問わず精力的に作品を発表した（短編はSFマガジンかSFアドベンチャーへの掲載が、長編は書き下ろしが多い）。代表作〈能無しワニ〉シリーズもこの時期に書かれた。これはシャーマニズムを扱った特異なSF西部劇である。また、〈タルカス伝〉シリーズは、「想像力の限界に挑んだ」フランソワ・ラブレー的な異世界ファンタジーで、発表当時、大森望から「オールタイム・ベスト級の傑作」と絶賛されたが、発表された時期が「SF冬の時代」であったためか、いまだに読者の正当な評価を受けていない。なお2013年から2014年にかけてシリーズ全作がKindle版で再刊された。
90年代中期からはペースダウンし、2001年10月に『イルカと私が歩く街』を刊行して以降、短篇以外では沈黙を続けている。
2010年11月より、東京・飯田橋で「barでこや」を営業。

## 主な著作

### 〈能無しワニ〉シリーズ
植民惑星ナインガックは、ハリウッド的な西部開拓時代の風俗を持つのが特徴。もう1つの特徴は住民のほとんど全員が何らかの超能力を持っていること。もっとも超能力と言っても、念力、テレパシーといった派手なものもあれば、「美味しいお茶を抽出するための正確な時間が判る」といった微妙な超能力も含む。
主人公のワニは、本当に何の超能力も持たない「能無し」であった。ワニは能無しの悔しさから拳銃の腕を磨いた。
1. 『南から来た拳銃使い』 （1987年）
2. 『裏切り砦の拳銃無頼』 （1987年）
3. 『恋の拳銃無宿』 （1987年）
4. 『ワニよ銃を取れ』 （1988年）
5. 『続・ワニよ銃を取れ』 （1988年）
6. 『荒野のトカゲ・ライダーズ』 （1989年）
7. 『遥かなる大渓谷』 （1989年）

（※以上、ハヤカワ文庫JAより。沖一イラスト）

### 〈タルカス伝〉第一部
血と精液の匂いに満ちた狂乱の国グユを治める狂熱風雲王は、辺境の小国アムネシアの王の娘にひと目惚れし、娘を手に入れるためにアムネシアに攻め込み、激戦の末に娘を手に入れた。
狂熱風雲王とその娘の間に産まれた子グレンが15歳になったとき、アムネシアの残党は復興の旗印としてグレンを担ごうとするがグレンにはその気はまったく無く、放浪の末、ある町を持ち前の運と才覚によって支配する。
その頃、アクラ山の頂上火口では、存在するものすべてを敵とする、究極の破壊者“タルカス”が誕生する。一方、グユの圧政からアムネシアは蜂起し、狂熱風雲王との間に再び戦いがおきる。そこへ“タルカス”が姿を現わす。
1. 『いまだ生まれぬものの伝説』 （1990年）
2. 『炎の海より生まれしもの』 （1991年）
3. 『剣をとりて炎をよべ』 （1992年）
4. 『火の山よ目覚めよ』 （1993年）
5. 『火の山の彼方に』 （1993年）

（※以上、ハヤカワ文庫JA。ひろき真冬イラスト。第二部以降は未刊）

### その他の長編
- 『漂着神都市（ロボゴッド・シティ）』 トクマ・ノベルズ・ミオ、1988年
- 『闇の迷路』 徳間ノベルズ、1989年
- 『ミュータント・プラネット』 大陸書房、1992年
- 『アナベル・クレセントムーン』 電撃文庫、1999年
- 『遺響の門 -サイレント・ゲート-』 徳間デュアル文庫、2000年
- 『モザイク -少年たちの震える荒野-（全3巻）』 徳間デュアル文庫、2001年5・6・7月
- 『イルカと私が歩く街』 EXノベルズ、2001年10月

### 短編集
- 『山の上の交響楽』 ハヤカワ文庫JA、1989年
- 『ブリーフ、シャツ、福神漬』 波書房、1991年
- 『山手線のあやとり娘』 医事薬業新報社、1992年
- 『死神のいる街角』 出版芸術社、1995年
- 『日本SFの臨界点 中井紀夫 山の上の交響楽』 伴名練編、ハヤカワ文庫JA、2021年

### ノベライズもの
- 『世にも奇妙な物語1』 太田出版、1990年
- 『世にも奇妙な物語6』 太田出版、1991年
- 『世にも奇妙な物語（文庫版）1』 太田出版、1992年
- 『世にも奇妙な物語（文庫版）2』 太田出版、1993年
- 『国境の銃声（ヤング・インディ・ジョーンズ）』 文春文庫、1993年
- 『人中の鬼神・呂布（三国志武将列伝）』 光栄、1993年
- 『ソウルエッジ―風翔ける剣姫 美那編』 アスキー、1997年
- 『ソウルエッジ―昏き森の彷徨 ジークフリート編』 アスキー、1997年

### アンソロジー収録作
- 『異形コレクション ラヴ・フリーク』 廣済堂文庫、1998年1月　「テレパス」
- 『日本SF短篇50 3──日本SF作家クラブ創立50周年記念アンソロジー』ハヤカワ文庫JA、2013年10月　「見果てぬ風」
- 『日本SFの臨界点［恋愛篇］ 死んだ恋人からの手紙』ハヤカワ文庫JA、2020年7月　「死んだ恋人からの手紙」
- 『異形コレクションLI 秘密』光文社文庫、2021年6月 「明日への血脈」